# Karin Ertl
Karin Ertl (geb. Specht; * 23. Juni 1974 in Immenstadt im Allgäu) ist eine ehemalige deutsche Fünf- und Siebenkämpferin.
Ihre größten Erfolge erreichte sie bei Hallenwettkämpfen im Fünfkampf – mit dem Sieg bei den Halleneuropameisterschaften 2000 und der Bronzemedaille den Hallenweltmeisterschaften 2001. Dies resultierte hauptsächlich aus ihrer Schwäche im Speerwurf, die größere internationale Erfolge im Freiluftbereich verhinderte.
2001 wurde sie Siegerin des Siebenkampf-Europacups, 1999 und 2001 wurde sie Deutsche Meisterin im Siebenkampf. Ende 2007 erklärte sie ihren Rücktritt vom Sport.
Karin Ertl gehörte zunächst dem Sportverein TV Immenstadt an, später den Vereinen LG Sempt, LAC Quelle Fürth/München 1860 und LG Regensburg. Bei einer Größe von 1,77 m hatte sie ein Wettkampfgewicht von 67 kg. Karin Ertl ist seit April 1999 verheiratet mit Christian Ertl und ist Mutter von zwei Söhnen (* 2003 und * 2008) und einer Tochter (* 2011).

## Einsätze bei internationalen Höhepunkten im Einzelnen
(Siebenkampf; bei Hallenwettkämpfen Fünfkampf)
- 1993, Junioreneuropameisterschaften: Platz 2 (5548 Punkte: 14,14 s – 1,80 m – 11,49 m – 25,29 s – 5,70 m – 38,34 m – 2:27,05 min)
- 1995, Hallenweltmeisterschaften 2001: Platz 10 (4233 Punkte: 8,50 s – 1,82 m – 11,89 m – 5,87 m – 2:23,90 min)
- 1996, Halleneuropameisterschaften: Platz 6 (4403 Punkte: 8,41 s – 1,85 m – 12,70 m – 5,95 m – 2:22,91 min)
- 1998
Europameisterschaften: Platz 7 (6239 Punkte: 13,67 s – 1,86 m – 13,11 m – 24,60 s – 6,31 m- 41,44 m – 2:17,43 min)
Halleneuropameisterschaften: Platz 3 (4523 Punkte: 8,31 s – 1,86 m – 13,51 m – 6,15 m – 2:25,29 min)
- 1999, Weltmeisterschaften: Platz 6 (6317 Punkte: 13,83 s – 1,84 m – 13,28 m – 24,12 s – 6,25 m – 45,07 m – 2:16,08 min)
- 2000
Olympische Spiele: Platz 7 (6209 Punkte: 13,43 s – 1,78 m – 13,55 m – 24,64 s – 6,22 m – 42,70 m – 2:16,25 min)
Halleneuropameisterschaften: Platz 1 (4671 Punkte: 8,31 s – 1,86 m – 13,96 m – 6,24 m – 2:18,57 min)
- 2001
Weltmeisterschaften: Platz 5 (6283 Punkte: 13,56 s – 1,82 m – 13,83 m – 24,91 s – 6,28 m – 45,89 m – 2:18,54 min)
Hallenweltmeisterschaften: Platz 3 (4678 Punkte: 8,51 s – 1,83 m – 14,79 m – 6,34 m – 2:18,48 min)
- 2004 Olympische Spiele: Platz 17 (6095 Punkte: 13,52 s – 1,73 m -13,92 m – 24,71 s – 6,03 m – 44,45 m – 2:18,68 min)
- 2005, Weltmeisterschaften: aufgegeben